# Обертинська селищна рада
Обертинська се́лищна ра́да — адміністративно-територіальна одиниця та орган місцевого самоврядування у Тлумацькому районі Івано-Франківської області. Адміністративний центр — селище міського типу Обертин.

## Загальні відомості
- Територія ради: 12,279 км²
- Населення ради: 3928 осіб (станом на 2001 рік)
- Територією ради протікає річка Чорнява

## Населені пункти
Селищній раді підпорядковані населені пункти:
- смт Обертин
- с. Гончарів

## Склад ради
Рада складається з 30 депутатів та голови.
- Голова ради:
- Секретар ради: Крижанівська Оксана Миколаївна

### Керівний склад попередніх скликань
| Прізвище, ім'я, по батькові | Основні відомості                                                | Дата обрання | Дата звільнення |
| --------------------------- | ---------------------------------------------------------------- | ------------ | --------------- |
| Хамут Віктор Броніславович  | Селищний голова, 1962 року народження, безпартійний              | 26.03.2006   | 31.10.2010      |
| Федоришин Ольга Дмитрівна   | Селищний голова, 1958 року народження, освіта вища, позапартійна | 31.10.2010   | 20.12.2013      |

Примітка: таблиця складена за даними сайту Верховної Ради України

### Депутати
За результатами місцевих виборів 2010 року депутатами ради стали:

#### За суб'єктами висування
| Суб'єкт висування                 | Кількість обраних депутатів | %    |
| --------------------------------- | --------------------------- | ---- |
| Самовисування                     | 17                          | 56,7 |
| Народно-демократична партія (НДП) | 13                          | 43,3 |

#### За округами
| № округу                          | Прізвище, ім'я, по батькові      | Дата визнання обраним | Освіта             | Партійна приналежність                  | Відомості про обраного депутата                                  |
| --------------------------------- | -------------------------------- | --------------------- | ------------------ | --------------------------------------- | ---------------------------------------------------------------- |
| Народно-демократична партія (НДП) |                                  |                       |                    |                                         |                                                                  |
| 7                                 | Білокучмяк Оксана Володимирівна  | 05.11.2010            | середня спеціальна | член Народно-демократичної партії (НДП) | Обертинська загальноосвітня школа І-ІІІ ст., техпрацівник        |
| 8                                 | Том'юк Анатолій Антонович        | 05.11.2010            | вища               | член Народно-демократичної партії (НДП) | Обертинське відділення Приватбанку, керуючий відділенням         |
| 9                                 | Білокучмяк Вікторія Михайлівна   | 05.11.2010            | середня спеціальна | член Народно-демократичної партії (НДП) | тимчасово не працює                                              |
| 10                                | Рудницька Світлана Ярославівна   | 05.11.2010            | середня спеціальна | член Народно-демократичної партії (НДП) | Будівельний магазин, продавець                                   |
| 15                                | Бойків Тетяна Романівна          | 05.11.2010            | середня спеціальна | член Народно-демократичної партії (НДП) | Обертинська районна лікарня, старша медсестра                    |
| 16                                | Татарин Галина Антонівна         | 05.11.2010            | середня спеціальна | член Народно-демократичної партії (НДП) | Обертинська аптека, фармацевт                                    |
| 17                                | Бойцан Мирослав Михайлович       | 05.11.2010            | середня            | член Народно-демократичної партії (НДП) | тимчасово не працює                                              |
| 19                                | Комісарук Лілія Михайлівна       | 05.11.2010            | вища               | член Народно-демократичної партії (НДП) | тимчасово не працює                                              |
| 22                                | Коваль Марина Павлівна           | 05.11.2010            | середня            | член Народно-демократичної партії (НДП) | тимчасово не працює                                              |
| 24                                | Гопчак Марія Петрівна            | 05.11.2010            | середня спеціальна | член Народно-демократичної партії (НДП) | тимчасово не працює                                              |
| 28                                | Ільків Марія Ярославівна         | 05.11.2010            | середня спеціальна | член Народно-демократичної партії (НДП) | тимчасово не працює                                              |
| 29                                | Равлюк Степан Михайлович         | 05.11.2010            | середня            | член Народно-демократичної партії (НДП) | Гончарівська загальноосвітня школа, оператор котельні            |
| 30                                | Дмитрук Володимир Олександрович  | 05.11.2010            | середня            | член Народно-демократичної партії (НДП) | Тлумацьке УЕГГ                                                   |
| Самовисування                     |                                  |                       |                    |                                         |                                                                  |
| 1                                 | Круховська Олександра Дмитрівна  | 05.11.2010            | вища               | позапартійна                            | приватний підприємець                                            |
| 2                                 | Гавкалюк Оксана Романівна        | 05.11.2010            | вища               | член Єдиного Центру                     | Обертинська загальноосвітня школа І-ІІІ ст., заступник директора |
| 3                                 | Крижанівська Оксана Миколаївна   | 05.11.2010            | вища               | позапартійна                            | Обертинська селищна рада, головний бухгалтер                     |
| 4                                 | Долінська Ольга Михайлівна       | 05.11.2010            | середня спеціальна | позапартійна                            | Територіальний центр, соціальний працівник                       |
| 5                                 | Яцик Роман Антонович             | 05.11.2010            | вища               | член Конгресу Українських Націоналістів | Обертинська загальноосвітня школа І-ІІІ ст., вчитель             |
| 6                                 | Гутів Володимир Іванович         | 05.11.2010            | середня спеціальна | позапартійний                           | приватний підприємець                                            |
| 11                                | Яворський Богдан Йосипович       | 05.11.2010            | середня спеціальна | позапартійний                           | Обертинський Народний дім, директор                              |
| 12                                | Кобилянський Анатолій Михайлович | 05.11.2010            | середня спеціальна | позапартійний                           | тимчасово не працює                                              |
| 13                                | Яцик Зоряна Ярославівна          | 05.11.2010            | вища               | позапартійна                            | Коломийська СЕС, лікар-лаборант                                  |
| 14                                | Рубашевська Наталія Михайлівна   | 05.11.2010            | вища               | позапартійна                            | Обертинська загальноосвітня школа І-ІІІ ст., вчитель             |
| 18                                | Ямборчук Роман Іванович          | 05.11.2010            | середня спеціальна | позапартійний                           | Обертинська районна лікарня, фельдшер                            |
| 20                                | Третяк Оксана Михайлівна         | 05.11.2010            | вища               | позапартійна                            | Обертинська загальноосвітня школа І-ІІІ ст., вчитель             |
| 21                                | Горщук Світлана Франківна        | 05.11.2010            | середня            | позапартійна                            | Територіальний центр, соціальний працівник                       |
| 23                                | Семчук Олег Романович            | 05.11.2010            | середня            | позапартійний                           | Тлумацький РЕМ, контролер                                        |
| 25                                | Семчук Анатолій Ярославович      | 05.11.2010            | середня            | позапартійний                           | ПП ДВС                                                           |
| 26                                | Крук Богдан Тадейович            | 05.11.2010            | середня            | позапартійний                           | приватний підприємець                                            |
| 27                                | Герелюк Іван Михайлович          | 05.11.2010            | середня спеціальна | позапартійний                           | Гончарівська загальноосвітня школа, сторож                       |